# آتش‌سوزی و انفجار ۲۰۲۲ سیتاکوندا
آتش‌سوزی و انفجار ۲۰۲۲ سیتاکوندا (انگلیسی: 2022 Sitakunda fire and explosions) در شب ۴ ژوئن، در یک انبار کانتینر در سیتاکوندا اوپازیلا، ناحیه چیتاگونگ، بنگلادش، حداقل ۴۹ کشته و بیش از ۴۵۰ زخمی بر جای گذاشت.
این حادثه در انبار کانتینر BM در منطقه کادامرسول سیتاکوندا اوپازیلا رخ داد، پس از شروع آتش‌سوزی در منطقه بارگیری حوالی ساعت ۲۱:۰۰ به وقت محلی و یک انفجار مهیب دیگر در حوالی ساعت ۲۳:۴ به وقت محلی رخ داد که باعث انفجارهای بیشتری که ناشی از اشتعال مواد شیمیایی در منابع ذخیره بود، شد که در سرتاسر انبار در را برگرفت.
شدت انفجارها به حدی بود که چندین کیلومتر دورتر را تحت تأثیر قرار داد و یکی از شاهدان اظهار داشت که انفجارها باعث بارش گلوله‌های آتشین شد.
تا بعد از ظهر روز بعد، آتش همچنان شعله‌ور بود و صدای انفجار همچنان شنیده می‌شد. ارتش بنگلادش نیز برای مهار آتش به وارد عملیات مهار کردن آتش‌سوزی شد.
آتش در نهایت کنترل شد و در بعدازظهر ۷ ژوئن ۲۰۲۲ پایان یافت.